# Salzstraße (Münster)

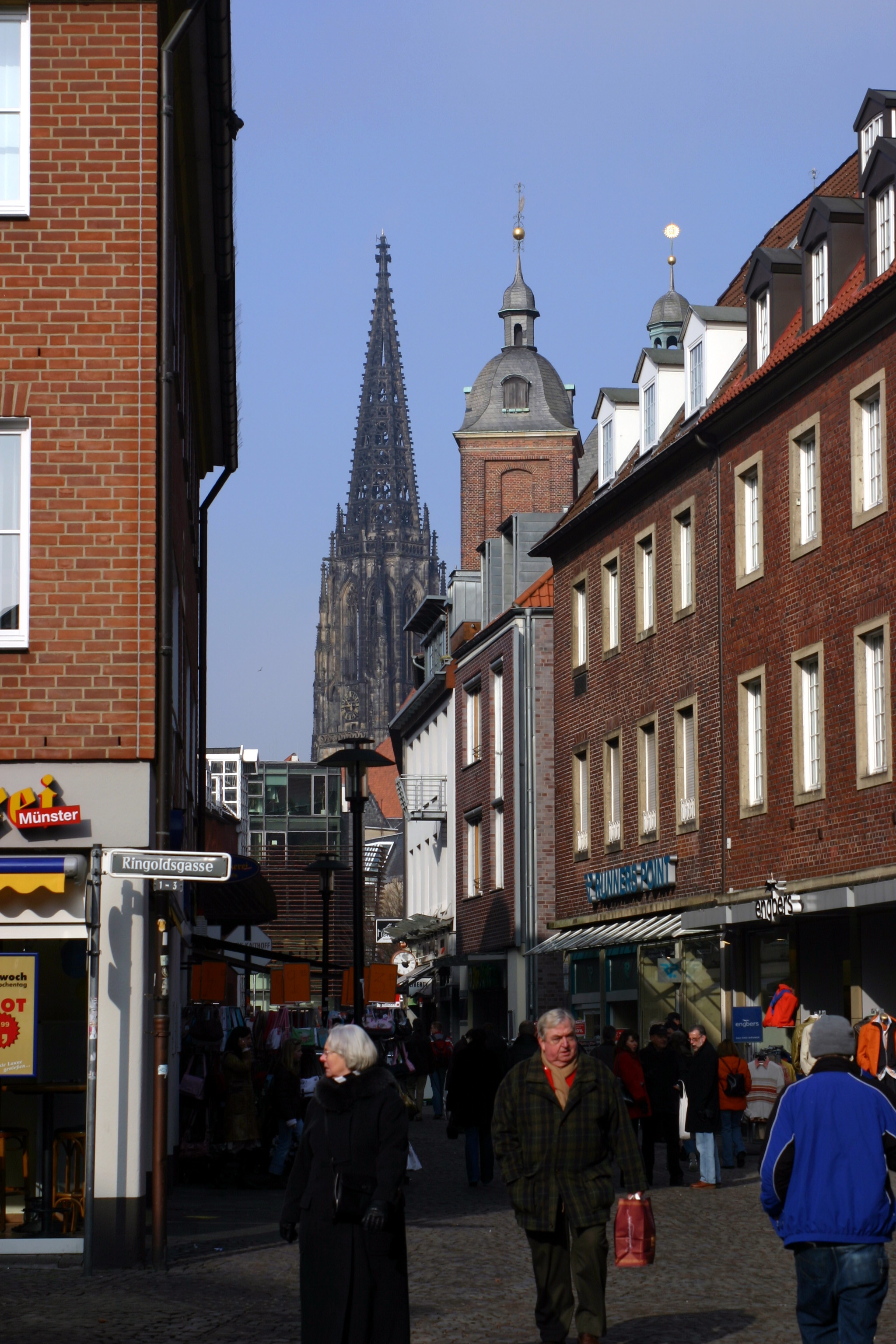
Blick in die Salzstraße in Münster. Rechts über den Dächern sind die Türme der Dominikanerkirche zu sehen, im Hintergrund der von St. Lamberti.

Die Salzstraße ist die älteste Handelsstraße im westfälischen Münster und zugleich eine belebte Einkaufsstraße, an der sich mehrere historische Gebäude und Sehenswürdigkeiten befinden. Die Länge der Salzstraße beträgt 550 Meter. Seit dem Jahr 1977 ist sie auf einer Länge von 400 Metern reine Fußgängerzone.  Ihr Filialisierungsgrad liegt in dem Abschnitt zwischen Prinzipalmarkt und Erbdrostenhof bei zirka 77 Prozent.

## Geschichte
Erstmals wurde die Salzstraße unter dem Namen „vicus salis“ im Jahr 1346 erwähnt. Ursprünglich handelte es sich bei der Salzstraße um einen schmalen Feldweg. Diesen nutzten Fernhändler als rückseitige Zufahrt zu den Wirtschaftsgebäuden der herrschaftlichen Höfe am Alten Steinweg. Der nordwestliche Straßenabschnitt zwischen Lambertikirchplatz und Altem Steinweg wurde bis ins 18. Jahrhundert als „Salzstiege“ bezeichnet, trug zugleich aber auch bereits den heutigen Namen der Salzstraße. Der übrige Straßenverlauf zwischen Ringoldsgasse und dem Servatiitor wurde als Servatiistraße bezeichnet.
Arnold „Arndt“ Bischopinck war zwischen 1408 und 1416 ein fürstbischöflicher Stadtrichter, der mit seiner Frau Christine an der Salzstraße wohnte.
In den 1980er Jahren war Hermann Fechtrup als Münsters Oberstadtdirektor maßgeblich an den Umgestaltungen der Salzstraße beteiligt.

## Verlauf
Der Straßenverlauf ist seit etwa den 1880er Jahren als unverändert dokumentiert. Die Salzstraße verläuft in Ost-West-Richtung beginnend vom Servatiiplatz, kreuzt die Promenade und endet am nördlichen Ende des Prinzipalmarktes an der Lambertikirche. Zu den Sehenswürdigkeiten gehören das Stadtmuseum Münster und die sogenannte „Barockinsel“. Zu ihr gehören das barocke Stadtpalais Erbdrostenhof (1753–1757) für den ehemaligen höchsten weltlichen Beamten des Hochstifts Münster und die zu den bedeutendsten barocken Kirchenbauten Nordwestdeutschlands zählende Clemenskirche (1745–1753). Bauherr beider Bauwerke war Johann Conrad Schlaun. Ebenfalls zur Barockinsel gehört die von Lambert Friedrich von Corvey erbaute Dominikanerkirche aus dem Jahre 1725.
Gegenüber dem Erbdrostenhof befindet sich das Café Grotemeyer, inzwischen eines der letzten Kaffeehäuser Münsters. Es war 1850 von Albert und Berta Grotemeyer an der Aegidiistraße gegründet und 1912 von Hugo Grotemeyer an der Salzstraße neu eröffnet worden.
Die Straßenbahn Münster betrieb eine Linie, bei der die Gleise in der scharfen Kurve zwischen Salzstraße und dem Alten Steinweg regelmäßig laut quietschten. Diese Stelle erhielt mithin den Namen „heulende Kurve“.

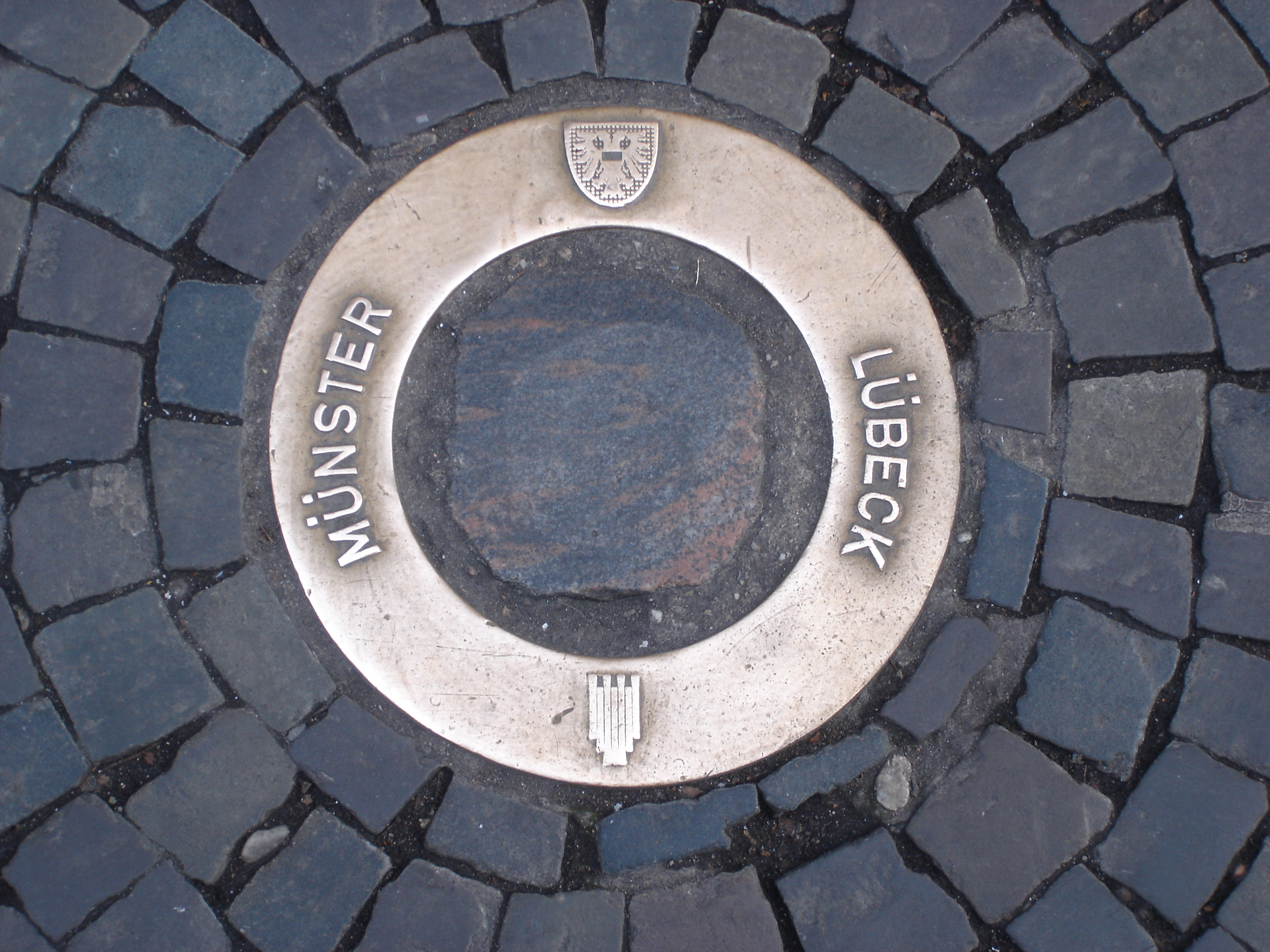
Hansestein Lübeck

Eine Besonderheit der Salzstraße sind die in das Pflaster eingelassenen und mit Messing umrandeten Steine aus allen Hansestädten. Sie wurden im Jahre 1993 anlässlich der 1200-Jahr-Feier der Gründung Münsters im Jahre 793 angebracht und erinnern an die Mitgliedschaft und die Bedeutung der Stadt in der Hanse.
Am Kirchplatz von Sankt Lamberti befindet sich ein Reliefmodell. Hier wird, nicht nur für Sehbehinderte, die Salzstraße begreifbar.

## Passantenzählungen
Die Salzstraße zählt nach der Ludgeristraße und dem Prinzipalmarkt zu Münsters meistfrequentierten Straßen. Dieses Ergebnis ergibt sich aus der Passantenfrequenzmessung, die die Wirtschaftsförderung einmal jährlich durchführt.